# جائزة وولف في الطب
يتم منح جائزة وولف في الطب (بالإنجليزية: Wolf Prize in Medicine) مرة واحدة في السنة من قبل مؤسسة وولف في إسرائيل. هي واحدة من جوائز وولف الست التي أنشأتها المؤسسة ومنحت منذ عام 1978؛ الجوائز الأخرى في الزراعة والكيمياء والرياضيات والفيزياء والفنون. تعتبر الجائزة ثاني جائزة مرموقة في مجال العلوم، ولها أهمية كبيرة تأتي بعد أهمية جوائز نوبل.

## الفائزون[3]
| السنة  | الاسم                                       | الجنسية                                                         | السبب |
| ------ | ------------------------------------------- | --------------------------------------------------------------- | --- |
| 1978   | جورج سنيل                                   | الولايات المتحدة                                                | لاكتشاف مضادات H-2، والتي ترمز لمضادات الزرع الرئيسية وبداية الاستجابة المناعية. |
| 1978   | جان دوسيه                                   | فرنسا                                                           | لاكتشاف نظام HL-A، مجمع التوافق النسيجي الرئيسي في الإنسان ودوره الأساسي في زراعة الأعضاء. |
| 1978   | جون فان رود                                 | هولندا                                                          | لمساهمته في فهم تعقيد نظام HL-A في الإنسان وآثاره في زراعة الأعضاء والأمراض. |
| 1979   | روجر سبيري                                  | الولايات المتحدة                                                | لدراساته على التمايز الوظيفي في نصفي الكرة الأيمن والأيسر من الدماغ. |
| 1979   | أرفيد كارلسون                               | السويد                                                          | لعمله الذي أنشأ دور الدوبامين كناقل عصبي. |
| 1979   | أوله هورنيكوفيتش                            | النمسا                                                          | لفتح نهج جديد في السيطرة على مرض باركنسون بواسطة L-Dopa. |
| 1980   | سيزار ميلشتاين ليو زاكس جيمس ليرمونث جووانز | الأرجنتين / المملكة المتحدة · إسرائيل · المملكة المتحدة         | لمساهمتهم في معرفة وظيفة واختلال وظائف خلايا الجسم من خلال دراساتهم حول الدور المناعي للخلايا اللمفاوية، وتطوير أجسام مضادة محددة وتوضيح الآليات التي تحكم السيطرة والتمايز بين الخلايا الطبيعية والسرطانية. |
| 1981   | باربرا مكلنتوك                              | الولايات المتحدة                                                | لمساهماتها الخيالية والمهمة في فهمنا لسلوك ووظائف بنية الكروموسوم، ولتعريفها ووصفها للعناصر الوراثية (المتنقلة) القابلة للنقل.                                                                               |
| 1981   | ستانلي نورمان كوهين                         | الولايات المتحدة                                                | لمفاهيمه الكامنة وراء الهندسة الوراثية. ولبناء بلازميد هجين وظيفيًا بيولوجيًا، ولتحقيق التعبير الفعلي عن جين آخر مزروع في E. coli بطريقة الحمض النووي المؤتلف.                                                 |
| 1982   | جان بيير شانجو                              | فرنسا                                                           | لعزل وتنقية وتوصيف مستقبلات الأسيتيل كولين. |
| 1982   | سليمان شنايدر                               | الولايات المتحدة                                                | لتطوير طرق تسمية مستقبلات الناقل العصبي التي توفر أدوات لوصف خصائصها. |
| 1982   | جيمس بلاك                                   | المملكة المتحدة                                                 | لتطوير العوامل التي تحظر مستقبلات بيتا الأدرينالية والهستامين. |
| 1983/4 | لم تمنح الجائزة                             |                                                                 | |
| 1984/5 | دونالد شتاينر                               | الولايات المتحدة                                                | لاكتشافاته المتعلقة بالتوليف الحيوي ومعالجة الأنسولين التي كان لها آثار عميقة على البيولوجيا الأساسية والطب السريري.                                                                                         |
| 1986   | أسامو هايشي                                 | اليابان                                                         | لاكتشافه إنزيمات الأكسجيناز وتوضيح بنيتها وأهميتها البيولوجية. |
| 1987   | بيدرو كواتريكاس مايير ويلشيك                | الولايات المتحدة · إسرائيل                                      | لاختراع وتطوير اللوني التقارب وتطبيقاتها على العلوم الطبية الحيوية. |
| 1988   | هنري هارز إليزابيث نيوفيلد                  | بلجيكا · الولايات المتحدة                                       | للمساهمة في الكيمياء الحيوية وشرحهم لأمراض تخزين الليزوزومية والمساهمات الناتجة في علم الأحياء، علم الأمراض، والتشخيص قبل الولادة والعلاجات.                                                                 |
| 1989   | جون غوردون                                  | المملكة المتحدة                                                 | لإدخاله البويضة "قيطم" في البيولوجيا الجزيئية وإظهاره أن نواة خلية متباينة والبيضة تختلف في التعبير ولكن ليس في محتوى المادة الجينية.                                                                        |
| 1989   | إدوارد لويس                                 | الولايات المتحدة                                                | لإظهاره واستكشافه للتحكم الجيني في تطور أجزاء الجسم عن طريق الجينات التماثلية. |
| 1990   | ماكلين ماكرتي                               | الولايات المتحدة                                                | لتوضيح أن العامل المحول في البكتيريا يرجع إلى حمض الديوكسي ريبونوكلييك (DNA) واكتشاف ما يصاحب ذلك من أن المادة الوراثية تتكون من الحمض النووي.                                                               |
| 1991   | سيمور بنزر                                  | الولايات المتحدة                                                | لأنه تولد مجالًا جديدًا من علم الوراثة العصبية الجزيئية من خلال بحثه الرائد حول تشريح الجهاز العصبي وسلوك الطفرات الجينية.                                                                                     |
| 1992   | يهوذا فولكمان                               | الولايات المتحدة                                                | لاكتشافاته التي أنشأت مفهوم وتطوير مجال أبحاث الأوعية الدموية. |
| 1993   | لم تمنح الجائزة                             |                                                                 | |
| 1994/5 | مايكل جون بيردج ياسوتومي نيشيزوكا           | المملكة المتحدة · اليابان                                       | لاكتشافاتهم بشأن إشارات الغشاء الخلوي التي تنطوي على الفسفوليبيد والكالسيوم. |
| 1995/6 | ستانلي بروسينر                              | الولايات المتحدة                                                | لاكتشاف البريونات، فئة جديدة من مسببات الأمراض التي تسبب مرض تنكس عصبي مهم عن طريق إحداث تغييرات في بنية البروتين.                                                                                           |
| 1997   | ماري ليون                                   | المملكة المتحدة                                                 | لفرضيتها المتعلقة بالتعطيل العشوائي للكروموسومات X في الثدييات. |
| 1998   | مايكل سيلا روث أرنون                        | إسرائيل · إسرائيل                                               | لاكتشافاتهم الرئيسية في مجال علم المناعة. |
| 1999   | إريك كاندل                                  | الولايات المتحدة                                                | لتوضيح الآليات العضوية والخلوية والجزيئية حيث يتم تحويل الذاكرة على المدى القصير إلى شكل طويل الأجل. |
| 2000   | لم تمنح الجائزة                             |                                                                 | |
| 2001   | أفرام هيرشكو إلكسندر فارشافسكي              | إسرائيل · روسيا / الولايات المتحدة                              | لاكتشاف نظام يوبيكويتين من تدهور البروتين داخل الخلايا والوظائف الحاسمة لهذا النظام في التنظيم الخلوي. |
| 2002/3 | رالف برينستر                                | الولايات المتحدة                                                | لتطوير إجراءات لمعالجة البويضات والأجنة للفئران، والتي مكنت الجينات المحورة وتطبيقاتها في الفئران. |
| 2002/3 | ماريو كابيكي أوليفر سميثيز                  | إيطاليا / الولايات المتحدة · المملكة المتحدة / الولايات المتحدة | لمساهمتها في تطوير استهداف الجينات، مما يتيح توضيح وظيفة الجينات في الفئران. |
| 2004   | روبرت وينبرغ                                | الولايات المتحدة                                                | لاكتشافه أن الخلايا السرطانية، بما في ذلك الخلايا السرطانية البشرية، تحمل جينات مسرطنة متحورة جسديًا تعمل على تحفيز انتشارها الخبيث.                                                                          |
| 2004   | روجر تسيان                                  | الولايات المتحدة                                                | لمساهمته الأساسية في التصميم والتطبيق البيولوجي لجزيئات الفلورسنت والعطب الضوئية الجديدة لتحليل وإزعاج نقل إشارة الخلية.                                                                                     |
| 2005   | إلكسندر ليفيتسكي                            | إسرائيل                                                         | للعلاج الرائد في نقل الإشارات ولتطوير مثبطات التيروزين كينيز كعوامل فعالة ضد السرطان ومجموعة من الأمراض الأخرى.                                                                                              |
| 2005   | أنتوني ر. هنتر                              | المملكة المتحدة / الولايات المتحدة                              | لاكتشاف كينازات البروتين التي تترك بقايا التيروزين في البروتينات، وهي مهمة لتنظيم مجموعة واسعة من الأحداث الخلوية، بما في ذلك التحول الخبيث.                                                                 |
| 2005   | أنتوني باوسون                               | المملكة المتحدة / كندا                                          | لاكتشافه مجالات البروتين الأساسية للتوسط في تفاعلات البروتين البروتين في مسارات الإشارات الخلوية، والرؤى التي قدمها هذا البحث في مجال السرطان.                                                               |
| 2006/7 | لم تمنح الجائزة                             |                                                                 | |
| 2008   | حاييم سدر أهارون رازين                      | إسرائيل · إسرائيل                                               | لمساهماتهم الأساسية في فهمنا لدور مثيلة الحمض النووي في السيطرة على التعبير الجيني. |
| 2009   | لم تمنح الجائزة                             |                                                                 | |
| 2010   | آكسل أولرخ                                  | ألمانيا                                                         | لأبحاث السرطان الرائدة التي أدت إلى تطوير عقاقير جديدة. |
| 2011   | شينيا ياماناكا رودولف يانش                  | اليابان · ألمانيا / الولايات المتحدة                            | لتوليد الخلايا الجذعية المحفزة المستحثة (خلايا iPS) من خلايا الجلد (SY) وإظهار أنه يمكن استخدام خلايا iPS لعلاج المرض الوراثي في الثدييات، وبالتالي تأسيس إمكاناتها العلاجية (RJ).                           |
| 2012   | رونالد إيفانز                               | الولايات المتحدة                                                | لاكتشافه للعائلة الجينية ترميز المستقبلات النووية وتوضيح آلية عمل هذه الفئة من المستقبلات. |
| 2013   | لم تمنح الجائزة                             |                                                                 | |
| 2014   | ناحوم سونينبرغ                              | إسرائيل / كندا                                                  | لاكتشافه للبروتينات التي تتحكم في آلية التعبير البروتيني وتشغيلها. |
| 2014   | غاري روفكون فيكتور إمبروس                   | الولايات المتحدة · الولايات المتحدة                             | لاكتشاف جزيئات الحمض النووي الريبوزي التي تلعب دورا رئيسيا في السيطرة على التعبير الجيني في العمليات الطبيعية وتطور المرض.                                                                                   |
| 2015   | جون كابلر فيليبا ماراك                      | الولايات المتحدة · الولايات المتحدة                             | لإسهامات كبيرة في فهم الجزيئات الرئيسية الخاصة بالمضاد الحيوية، مستقبلات الخلايا التائية للمضاد والأجسام المضادة وكيف تشارك هذه الجزيئات في التعرف المناعي ووظيفة المستجيب.                                  |
| 2015   | جيفري رافت                                  | الولايات المتحدة                                                | لإسهامات كبيرة في فهم الجزيئات الرئيسية الخاصة بالمضاد الحيوية، مستقبلات الخلايا التائية للمضاد والأجسام المضادة وكيف تشارك هذه الجزيئات في التعرف المناعي ووظيفة المستجيب.                                  |
| 2016   | رونالد كان                                  | الولايات المتحدة                                                | للدراسات الرائدة التي تحدد إشارة الأنسولين وتعديلاته في المرض. |
| 2016   | لويس كانتلي                                 | الولايات المتحدة                                                | لاكتشاف فوسفوإينوسيتايد-3 كاينيز وأدوارها في علم وظائف الأعضاء والمرض. |
| 2017   | جيمس أليسون                                 | الولايات المتحدة                                                | لثورة في علاج السرطان بسبب اكتشاف حاجز التحكم المناعي. |
| 2018   | لم تمنح الجائزة                             |                                                                 | |
| 2019   | جيفري مايكل فريدمان                         | الولايات المتحدة                                                | لاكتشاف الليبتين ونظام الغدد الصماء الجديد تماما للسيطرة على وزن الجسم (والعديد من العمليات الأخرى). |
| 2020   | إيمانويل شاربنتييه                          | فرنسا                                                           | لفك تشفير وإعادة ضبط الجهاز المناعي البكتيري كريسبر/Cas9 لتحرير الجينوم. |
| 2020   | جنيفر داودنا                                | الولايات المتحدة                                                | للكشف عن آلية ثورية في طب المناعة الجرثومية عن طريق تحرير الجينوم الموجه ضد الحمض النووي الريبوزي. |
| 2021   | جون ستايتس                                  | الولايات المتحدة                                                | لمساهماتها الأساسية العديدة في مجال بيولوجيا الحمض النووي الريبوزي. |
| 2021   | لين ماكوات                                  | الولايات المتحدة                                                | لاكتشاف آلية تدمر الحمض النووي الريبوزي الرسول المتحول (الطافر) في الخلايا، وهو تفكك الرنا الرسول المتوسَط بلا معنى.                                                                                          |
| 2021   | أدريان كرينر                                | الأوروغواي / الولايات المتحدة                                   | لاكتشافاته للآلية الأساسية في ربط الحمض النووي الريبوزي (RNA) التي أدت إلى أول علاج في العالم للضمور العضلي النخاعي (SMA).                                                                                   |
| 2022   | لم تمنح الجائزة                             |                                                                 | |
| 2023   | دانيال دراكر                                | كندا                                                            | لريادة العمل في توضيح الآليات والإمكانات العلاجية لهرمونات الغدد الصماء المعوية. |

## وصلات خارجية
- جائزة وولف في الطب الموقع الرسمي.